# Чемпионат Сумской области по футболу
Чемпионат Сумской области по футболу — областное соревнование украинского футбола среди любительских команд. Проводится под эгидой Федерации футбола Сумской области.
Самые титулованные команды чемпионата — Фрунзенец-Лига-99 (13 раз), Шахтёр (Конотоп) (7 раз)

## Все победители
| Год       | Победитель               | 2 место                       | 3 место                   |
| 1952      | «Машиностраитель» Сумы   |                               |                           |
| 1953      | «Торпедо» Сумы           |                               |                           |
| 1954      | «Торпедо» Сумы           |                               |                           |
| 1955      | «Химик» Шостка           |                               |                           |
| 1956      | «Насосник» Сумы          |                               |                           |
| 1957      | «Буревестник» Шостка     | «Химик» Шостка                | «Спартак» Глухов          |
| 1958      | «Насосник» Сумы          |                               |                           |
| 1959      | «Авангард» Шостка        | «Авангард» Глухов             |                           |
| 1960      | «Авангард» Конотоп       |                               |                           |
| 1961      | «Экран» Шостка           |                               |                           |
| 1962      | «СВАДКУ» Сумы            |                               |                           |
| 1963      | «Торпедо» Сумы           |                               |                           |
| 1964      | «Электрон» Ромны         |                               |                           |
| 1965      | «Экран» Шостка           |                               |                           |
| 1966      | «Пищевик» Сумы           |                               |                           |
| 1967      | «Пищевик» Сумы           |                               |                           |
| 1968      | «Шахтёр» Конотоп         |                               |                           |
| 1969      | «Пищевик» Сумы           |                               |                           |
| 1970      | СВАДКУ Сумы              |                               |                           |
| 1971      | «Фрунзенец» Сумы         |                               |                           |
| 1972      | «Фрунзенец» Сумы         |                               |                           |
| 1973      | «Фрунзенец» Сумы         |                               |                           |
| 1974      | «Свема» Шостка           | «Электрон» Сумы               |                           |
| 1975      | «Фрунзенец» Сумы         |                               |                           |
| 1976      | «Электрон» Ромны         |                               |                           |
| 1977      | «Фрунзенец» Сумы         |                               |                           |
| 1978      | «Фрунзенец» Сумы         |                               |                           |
| 1979      | «Фрунзенец» Сумы         |                               |                           |
| 1980      | «Фрунзенец» Сумы         |                               |                           |
| 1981      | «Фрунзенец» Сумы         | «Нефтяник» Ахтырка            | «Литейщик» Сумы           |
| 1982      | «Литейщик» Сумы          | «Рефрижератор» Конотоп        | «Явор» Краснополье        |
| 1983      | «Спартак» Ахтырка        | «Явор» Краснополье            | «Спартак» Глухов          |
| 1984      | «Явор» Краснополье       | «Фрунзенец» Сумы              | «Электрон» Ромны          |
| 1985      | «Фрунзенец» Сумы         | «Автомобилист» Сумы           | «Спартак» Ахтырка         |
| 1986      | «Автомобилист» Сумы      | «Электрон» Ромны              | «Колос» Глухов            |
| 1987      | «Фрунзенец» Сумы         | «Химик» Сумы                  | «Электрон» Ромны          |
| 1988      | «Маяк» Сумы              |                               |                           |
| 1989      | «Фрунзенец» Сумы         | «Автомобилист» Сумы           | «Спартак» Глухов          |
| 1990      | «Автомобилист» Сумы      | «Химик» Сумы                  | «Виктория» Лебедин        |
| 1991      | «Виктория» Лебедин       | «Химик» Сумы                  | «Явор» Краснополье        |
| 1992      | «Сырзавод» Глухов        |                               |                           |
| 1993      | «Спартак» Ахтырка        |                               |                           |
| 1994      | «Свема» Шостка           |                               |                           |
| 1995      | ФК «Шостка» Шостка       | «Электрон» Ромны              | «Коммерсант» Конотоп      |
| 1995/1996 | «Электрон» Ромны         |                               |                           |
| 1996/1997 | «Пищевик» Поповка        | «Импульс» Шостка              | «Аваль» Глухов            |
| 1997/1998 | «Нефтяник-2» Ахтырка     | «Импульс» Шостка              | «Пищевик» Поповка         |
| 1998/1999 | «Фрунзенец-Лига-99» Сумы | «Нефтяник-2» Ахтырка          | «Пищевик» Поповка         |
| 2000      | «Электрон-2» Ромны       | «Фрунзенец-Лига-99» Сумы      | «Спартак» Глухов          |
| 2001      | «Шахтёр» Конотоп         |                               |                           |
| 2002      | «Нефтяник-2» Ахтырка     |                               |                           |
| 2003      | «Нефтяник-2» Ахтырка     |                               |                           |
| 2004      | «Шахтёр» Конотоп         | «Импульс» Шостка              | «Электрон» Ромны          |
| 2005      | «Нефтяник-2» Ахтырка     | «Надия-АПК» Роменский район   | «Шахтёр» Конотоп          |
| 2006      | «Шахтёр» Конотоп         | «Качановский ГПЗ» Качановка   | «Ромны-Кондитер» Ромны    |
| 2007      | «Шахтёр» Конотоп         | «Сула» Ромны                  | «Нефтяник-2» Ахтырка      |
| 2008      | «Нефтяник-2» Ахтырка     | «Шахтёр» Конотоп              | «СБК-Кондитер» Ромны      |
| 2009      | «Шахтёр» Конотоп         | «Автолюкс» Сумы               | СБК Ромны                 |
| 2010      | «ОНПР-Укрнафта» Ахтырка  | «Шахтёр» Конотоп              | «СНАУ-Автолюкс» Сумы      |
| 2011      | «Дружба» Дружба          | «Шахтёр» Конотоп              | «СумДУ» Сумы              |
| 2012      | «Шахтёр» Конотоп         | «Локомотив» Дружба            | «СКИФ-СДПУ» Сумы          |
| 2013      | «ОНПР-Укрнафта» Ахтырка  | «Локомотив» Кролевец          | «Шахтёр» Конотоп          |
| 2014      | «Агробизнес-TSK» Ромны   | «Локомотив» Кролевец          | «Спартак-Сумбуд» Сумы     |
| 2015      | «Агробизнес-TSK» Ромны   | «Виктория» Николаевка         | «Велетень-Спартак» Глухов |
| 2016      | «Агробизнес-TSK» Ромны   | «Виктория» Николаевка         | «Локомотив» Кролевец      |
| 2017      | «Агробизнес-TSK» Ромны   | «Виктория» Николаевка         | «Альянс» Липовая Долина   |
| 2018      | «Альянс» Липовая Долина  | «Виктория» Николаевка         | «LS Group» В.Сироватка    |
| 2019      | «LS Group» В.Сироватка   | «Тростянец-2»                 | «Велетень» Глухов         |
| 2020      | «Тростянец»              | «Нефтяник» Ахтырка            | «Велетень» Глухов         |
| 2021      | «Велетень» Глухов        | «Аграрник-Авангард» Белополье | «Нефтяник» Ахтырка        |
| 2022      | «Нефтяник» Ахтырка       | «Виталия» Чернеча Слобода     | «Украина» Токари          |
| 2023      | «Нефтяник» Ахтырка       | «Аграрник-Авангард» Белополье | «Украина» Токари          |
| 2024      | «Украина» Токари         | «Аграрник-Авангард» Белополье | «Колос» Шостка            |